# Alexey Chervotkin
Alexey Aleksandrovitch Chervotkin (en russe : Алексей Александрович Червоткин) est un fondeur russe, né le 30 avril 1995 à Zykovy. Spécialiste des courses de distance, il gagne plusieurs médailles avec le relais, avec l'argent aux Jeux olympiques de 2018 et aux Championnats du monde 2017 et 2021.

## Biographie
Il commence sa carrière en 2011 dans des compétitions de la FIS. Au Festival olympique de la jeunesse européenne 2013, il remporte trois médailles d'or dont deux en individuel. Il connaît aussi d'importants succès aux Championnats du monde junior, décrochant au total sept podiums. En 2013, il gagne l'or au relais et le bronze au skiathlon. En 2014, il gagne l'argent au skiathlon et le bronze au relais. En 2015, il est titré sur le dix kilomètres libre, le skiathlon et le relais.
En mars 2015, il fait ses débuts en Coupe du monde, se classant 22e à Lahti. En janvier 2016, pour sa deuxième sélection, il termine sixième du quinze kilomètres de Nové Město na Moravě puis atterrit sur le podium en relais, les Russes s'y classant deuxièmes.
En 2017, à Lahti, il est vice-champion du monde de relais, tandis qu'il est 13e du cinquante kilomètres lors des championnats. En 2017, il participe aussi aux Championnats du monde des moins de 23 ans, gagnant deux nouvelles médailles d'argent après une première gagnée en 2016.
Pour entamer la saison 2017-2018, le Russe s'illustre dès le Ruka Triple, où il est dans le top dix en style classique puis sur la poursuite en style libre, où il accroche le cinquième rang final.
Il est médaillé d'argent en relais, sous la bannière "athlètes olympiques de Russie", aux jeux de Pyongchang, en 2018, avec ses coéquipiers Andrey Larkov, Alexander Bolshunov et Denis Spitsov[réf. souhaitée]. Un mois plus tard, il enregistre son meilleur résultat individuel jusque là au niveau lorsqu'il termine quatrième du quinze kilomètres libre en mass-start lors des Finales de la Coupe du monde à Falun et finit troisième parmi des moins de 23 ans au classement général.
Lors de la saison 2020-2021, il parvient à monter sur son premier podium dans l'élite, terminant deuxième du quinze kilomètres classique comptant pour le Nordic Opening à Ruka, entre Johannes Høsflot Klæbo (1er) et Alexander Bolshunov. Après un autre podium sur une étape du Tour de ski, il est sélectionné pour les Championnats du monde à Oberstdorf, où il gagne la médaille d'argent sur le relais avec Ivan Yakimushkin, Artiom Maltsev et Alexander Bolshunov.

## Palmarès

### Jeux olympiques
| Épreuve / Édition | Sprint                           | Sprint                           | 15 km                            | 15 km                            | Skiathlon 2 × 15 km | 50 km | Relais | Relais                             |
| Épreuve / Édition | libre                            | classique                        | libre                            | classique                        | Skiathlon 2 × 15 km | 50 km | Sprint | 4 × 10 km                          |
| Pyeongchang 2018  | Épreuve inexistante à cette date | —                                | —                                | Épreuve inexistante à cette date | —                   | 12e   | —      | Médaille d'argent, Jeux olympiques |
| Pékin 2022        | —                                | Épreuve inexistante à cette date | Épreuve inexistante à cette date | 15e                              | 36e                 |       | —      | Médaille d'or, Jeux olympiques     |

Légende :
- : première place, médaille d'or
- : deuxième place, médaille d'argent
- : troisième place, médaille de bronze
- : pas d'épreuve
- — : Non disputée par Chervotkin

### Championnats du monde
| Épreuve / Édition | Sprint                           | Sprint                           | 15 km                            | 15 km                            | Skiathlon 2 × 15 km | 50 km | Relais | Relais                   |
| Épreuve / Édition | libre                            | classique                        | libre                            | classique                        | Skiathlon 2 × 15 km | 50 km | Sprint | 4 × 10 km                |
| Lahti 2017        | —                                | Épreuve inexistante à cette date | Épreuve inexistante à cette date | —                                | —                   | 13e   | —      | Médaille d'argent, monde |
| Obertsdorf 2021   | Épreuve inexistante à cette date | —                                | —                                | Épreuve inexistante à cette date | 18e                 | 14e   | —      | Médaille d'argent, monde |

Légende :
- : médaille d'argent, deuxième place
- : pas d'épreuve
- — : Non disputée par Chervotkin

### Coupe du monde
- Meilleur classement général : 11e en 2018.
- 1 podiums en individuelle : 1 deuxième place.
- 3 podiums en relais : 3 deuxièmes places.

#### Courses à étapes
- Nordic Opening :
  - 5e en 2017.
  - 1 podium d'étape.
- Tour de ski :
  - 9e de l'édition 2017-2018.
  - 2 podiums d'étapes.

#### Classements par saison
| Saison / Épreuve | Général | Général | Distance | Distance | Sprint | Sprint |
| ---------------- | ------- | ------- | -------- | -------- | ------ | ------ |
| Saison / Épreuve | Place   | Points  | Place    | Points   | Place  | Points |
| 2015             | 132e    | 9       | 81e      | 9        | -      | -      |
| 2016             | 87e     | 40      | 49e      | 40       | -      | -      |
| 2017             | 86e     | 51      | 55e      | 51       | -      | -      |
| 2018             | 11e     | 569     | 11e      | 347      | -      | -      |
| 2019             | 38e     | 190     | 24e      | 172      | -      | -      |
| 2020             | 50e     | 107     | 32e      | 107      | -      | -      |
| 2021             | 13e     | 483     | 13e      | 284      | 66e    | 11     |

### Championnats du monde des 23 ans
- Rasnov 2016 :
  -  Médaille d'argent du quinze kilomètres classique.
- Soldier Hollow 2017 :
  -  Médaille d'argent du quinze kilomètres libre.
  -  Médaille d'argent du skiathlon.

### Championnats du monde junior
- Liberec 2013 :
  -  Médaille d'or du relais.
  -  Médaille de bronze  du skiathlon.
- Val di Fiemme 2014 :
  -  Médaille d'argent du skiathlon.
  -  Médaille de bronze du relais.
- Almaty 2015 :
  -  Médaille d'or du dix kilomètres libre.
  -  Médaille d'or du skiathlon
  -  Médaille d'or du relais.

### Jeux mondiaux militaires
- Sotchi 2017 :
  -  Médaille d'or du quinze kilomètres libre.

### Festival olympique de la jeunesse européenne
- Rasnov 2013
  -  Médaille d'or du dix kilomètres libre.
  -  Médaille d'or du 7,5 kilomètres libre.
  -  Médaille d'or du relais mixte.

### Championnats de Russie
- Vainqueur du cinquante kilomètres libre en 2016.
- Vainqueur du skiathlon en 2019.